# Llista d'asteroides/158301-158400
| Nom      | Designació provisional | Data de descobriment   | Lloc de descobriment | Descobridor/s |
| -------- | ---------------------- | ---------------------- | -------------------- | ------------- |
| 158301 - | 2001 UJ139             | 23 d'octubre de 2001   | Socorro              | LINEAR        |
| 158302 - | 2001 UO145             | 23 d'octubre de 2001   | Socorro              | LINEAR        |
| 158303 - | 2001 UP149             | 23 d'octubre de 2001   | Socorro              | LINEAR        |
| 158304 - | 2001 UW154             | 23 d'octubre de 2001   | Socorro              | LINEAR        |
| 158305 - | 2001 UY160             | 23 d'octubre de 2001   | Socorro              | LINEAR        |
| 158306 - | 2001 UQ182             | 16 d'octubre de 2001   | Socorro              | LINEAR        |
| 158307 - | 2001 UT183             | 16 d'octubre de 2001   | Palomar              | NEAT          |
| 158308 - | 2001 UB206             | 20 d'octubre de 2001   | Socorro              | LINEAR        |
| 158309 - | 2001 VY3               | 11 de novembre de 2001 | Kitt Peak            | Spacewatch    |
| 158310 - | 2001 VN6               | 9 de novembre de 2001  | Socorro              | LINEAR        |
| 158311 - | 2001 VL8               | 9 de novembre de 2001  | Socorro              | LINEAR        |
| 158312 - | 2001 VX17              | 9 de novembre de 2001  | Socorro              | LINEAR        |
| 158313 - | 2001 VL19              | 9 de novembre de 2001  | Socorro              | LINEAR        |
| 158314 - | 2001 VJ32              | 9 de novembre de 2001  | Socorro              | LINEAR        |
| 158315 - | 2001 VX32              | 9 de novembre de 2001  | Socorro              | LINEAR        |
| 158316 - | 2001 VW33              | 9 de novembre de 2001  | Socorro              | LINEAR        |
| 158317 - | 2001 VP37              | 9 de novembre de 2001  | Socorro              | LINEAR        |
| 158318 - | 2001 VH46              | 9 de novembre de 2001  | Socorro              | LINEAR        |
| 158319 - | 2001 VM77              | 12 de novembre de 2001 | Haleakala            | NEAT          |
| 158320 - | 2001 VW78              | 12 de novembre de 2001 | Socorro              | LINEAR        |
| 158321 - | 2001 VH85              | 12 de novembre de 2001 | Socorro              | LINEAR        |
| 158322 - | 2001 VY89              | 15 de novembre de 2001 | Socorro              | LINEAR        |
| 158323 - | 2001 VB95              | 15 de novembre de 2001 | Socorro              | LINEAR        |
| 158324 - | 2001 VU103             | 12 de novembre de 2001 | Socorro              | LINEAR        |
| 158325 - | 2001 VO105             | 12 de novembre de 2001 | Socorro              | LINEAR        |
| 158326 - | 2001 VO115             | 12 de novembre de 2001 | Socorro              | LINEAR        |
| 158327 - | 2001 VL117             | 12 de novembre de 2001 | Socorro              | LINEAR        |
| 158328 - | 2001 VR117             | 12 de novembre de 2001 | Socorro              | LINEAR        |
| 158329 - | 2001 VJ127             | 11 de novembre de 2001 | Apache Point         | SDSS          |
| 158330 - | 2001 WK2               | 18 de novembre de 2001 | Emerald Lane         | L. Ball       |
| 158331 - | 2001 WF5               | 20 de novembre de 2001 | Socorro              | LINEAR        |
| 158332 - | 2001 WZ14              | 17 de novembre de 2001 | Socorro              | LINEAR        |
| 158333 - | 2001 WW25              | 17 de novembre de 2001 | Socorro              | LINEAR        |
| 158334 - | 2001 WA28              | 17 de novembre de 2001 | Socorro              | LINEAR        |
| 158335 - | 2001 WM34              | 17 de novembre de 2001 | Socorro              | LINEAR        |
| 158336 - | 2001 WM69              | 20 de novembre de 2001 | Socorro              | LINEAR        |
| 158337 - | 2001 WD70              | 20 de novembre de 2001 | Socorro              | LINEAR        |
| 158338 - | 2001 WY83              | 20 de novembre de 2001 | Socorro              | LINEAR        |
| 158339 - | 2001 WX100             | 16 de novembre de 2001 | Kitt Peak            | Spacewatch    |
| 158340 - | 2001 XH21              | 9 de desembre de 2001  | Socorro              | LINEAR        |
| 158341 - | 2001 XT28              | 11 de desembre de 2001 | Socorro              | LINEAR        |
| 158342 - | 2001 XA37              | 9 de desembre de 2001  | Socorro              | LINEAR        |
| 158343 - | 2001 XX48              | 14 de desembre de 2001 | Socorro              | LINEAR        |
| 158344 - | 2001 XY64              | 10 de desembre de 2001 | Socorro              | LINEAR        |
| 158345 - | 2001 XE67              | 10 de desembre de 2001 | Socorro              | LINEAR        |
| 158346 - | 2001 XQ67              | 10 de desembre de 2001 | Socorro              | LINEAR        |
| 158347 - | 2001 XG69              | 11 de desembre de 2001 | Socorro              | LINEAR        |
| 158348 - | 2001 XC83              | 11 de desembre de 2001 | Socorro              | LINEAR        |
| 158349 - | 2001 XL89              | 10 de desembre de 2001 | Socorro              | LINEAR        |
| 158350 - | 2001 XJ98              | 10 de desembre de 2001 | Socorro              | LINEAR        |
| 158351 - | 2001 XW106             | 10 de desembre de 2001 | Socorro              | LINEAR        |
| 158352 - | 2001 XR107             | 10 de desembre de 2001 | Socorro              | LINEAR        |
| 158353 - | 2001 XQ112             | 11 de desembre de 2001 | Socorro              | LINEAR        |
| 158354 - | 2001 XU112             | 11 de desembre de 2001 | Socorro              | LINEAR        |
| 158355 - | 2001 XX115             | 13 de desembre de 2001 | Socorro              | LINEAR        |
| 158356 - | 2001 XS118             | 13 de desembre de 2001 | Socorro              | LINEAR        |
| 158357 - | 2001 XF124             | 14 de desembre de 2001 | Socorro              | LINEAR        |
| 158358 - | 2001 XN127             | 14 de desembre de 2001 | Socorro              | LINEAR        |
| 158359 - | 2001 XC139             | 14 de desembre de 2001 | Socorro              | LINEAR        |
| 158360 - | 2001 XW139             | 14 de desembre de 2001 | Socorro              | LINEAR        |
| 158361 - | 2001 XH140             | 14 de desembre de 2001 | Socorro              | LINEAR        |
| 158362 - | 2001 XW140             | 14 de desembre de 2001 | Socorro              | LINEAR        |
| 158363 - | 2001 XU144             | 14 de desembre de 2001 | Socorro              | LINEAR        |
| 158364 - | 2001 XN149             | 14 de desembre de 2001 | Socorro              | LINEAR        |
| 158365 - | 2001 XV149             | 14 de desembre de 2001 | Socorro              | LINEAR        |
| 158366 - | 2001 XX151             | 14 de desembre de 2001 | Socorro              | LINEAR        |
| 158367 - | 2001 XH159             | 14 de desembre de 2001 | Socorro              | LINEAR        |
| 158368 - | 2001 XM161             | 14 de desembre de 2001 | Socorro              | LINEAR        |
| 158369 - | 2001 XJ163             | 14 de desembre de 2001 | Socorro              | LINEAR        |
| 158370 - | 2001 XE166             | 14 de desembre de 2001 | Socorro              | LINEAR        |
| 158371 - | 2001 XJ166             | 14 de desembre de 2001 | Socorro              | LINEAR        |
| 158372 - | 2001 XX185             | 14 de desembre de 2001 | Socorro              | LINEAR        |
| 158373 - | 2001 XJ188             | 14 de desembre de 2001 | Socorro              | LINEAR        |
| 158374 - | 2001 XW195             | 14 de desembre de 2001 | Socorro              | LINEAR        |
| 158375 - | 2001 XA198             | 14 de desembre de 2001 | Socorro              | LINEAR        |
| 158376 - | 2001 XY202             | 11 de desembre de 2001 | Socorro              | LINEAR        |
| 158377 - | 2001 XZ202             | 11 de desembre de 2001 | Socorro              | LINEAR        |
| 158378 - | 2001 XN203             | 11 de desembre de 2001 | Socorro              | LINEAR        |
| 158379 - | 2001 XW204             | 11 de desembre de 2001 | Socorro              | LINEAR        |
| 158380 - | 2001 XP208             | 11 de desembre de 2001 | Socorro              | LINEAR        |
| 158381 - | 2001 XQ210             | 11 de desembre de 2001 | Socorro              | LINEAR        |
| 158382 - | 2001 XC215             | 13 de desembre de 2001 | Socorro              | LINEAR        |
| 158383 - | 2001 XC222             | 15 de desembre de 2001 | Socorro              | LINEAR        |
| 158384 - | 2001 XV224             | 15 de desembre de 2001 | Socorro              | LINEAR        |
| 158385 - | 2001 XV235             | 15 de desembre de 2001 | Socorro              | LINEAR        |
| 158386 - | 2001 XJ236             | 15 de desembre de 2001 | Socorro              | LINEAR        |
| 158387 - | 2001 XY250             | 14 de desembre de 2001 | Socorro              | LINEAR        |
| 158388 - | 2001 XU260             | 10 de desembre de 2001 | Socorro              | LINEAR        |
| 158389 - | 2001 XG264             | 14 de desembre de 2001 | Palomar              | NEAT          |
| 158390 - | 2001 YV37              | 18 de desembre de 2001 | Socorro              | LINEAR        |
| 158391 - | 2001 YC40              | 18 de desembre de 2001 | Socorro              | LINEAR        |
| 158392 - | 2001 YA44              | 18 de desembre de 2001 | Socorro              | LINEAR        |
| 158393 - | 2001 YD47              | 18 de desembre de 2001 | Socorro              | LINEAR        |
| 158394 - | 2001 YA52              | 18 de desembre de 2001 | Socorro              | LINEAR        |
| 158395 - | 2001 YJ55              | 18 de desembre de 2001 | Socorro              | LINEAR        |
| 158396 - | 2001 YV70              | 18 de desembre de 2001 | Socorro              | LINEAR        |
| 158397 - | 2001 YU88              | 18 de desembre de 2001 | Socorro              | LINEAR        |
| 158398 - | 2001 YO105             | 17 de desembre de 2001 | Socorro              | LINEAR        |
| 158399 - | 2001 YP105             | 17 de desembre de 2001 | Socorro              | LINEAR        |
| 158400 - | 2001 YZ106             | 17 de desembre de 2001 | Socorro              | LINEAR        |